# Strażnica KOP „Wołma I”
Strażnica KOP „Wołma I” – zasadnicza jednostka organizacyjna Korpusu Ochrony Pogranicza pełniąca służbę ochronną na granicy polsko-sowieckiej.

## Formowanie i zmiany organizacyjne
W 1925 w składzie 5 Brygady Ochrony Pogranicza, został sformowany 15 batalion graniczny. W 1928 w skład batalionu wchodziło 12 strażnic. W latach 1928 – 1934 strażnica znajdowała się w strukturze 2 kompanii KOP „Wysiłek” , a w 1938 i 1939 w strukturze 2 kompanii KOP ”Przewłoka” batalionu KOP „Ludwikowo”. Strażnica liczyła około 18 żołnierzy i rozmieszczona była przy linii granicznej z zadaniem bezpośredniej ochrony granicy państwowej.
W 1932 obsada strażnicy zakwaterowana była w budynku KOP. Strażnicę z macierzystą kompanią łączyła droga polna długości 6,5 km.

## Służba graniczna
Podstawową jednostką taktyczną Korpusu Ochrony Pogranicza przeznaczoną do pełnienia służby ochronnej był batalion graniczny. Odcinek batalionu dzielił się na pododcinki kompanii, a te z kolei na pododcinki strażnic, które były „zasadniczymi jednostkami pełniącymi służbę ochronną”, w sile półplutonu. Służba ochronna pełniona była systemem zmiennym, polegającym na stałym patrolowaniu strefy nadgranicznej, wystawianiu posterunków alarmowych, obserwacyjnych i kontrolnych stałych, patrolowaniu i organizowaniu zasadzek w miejscach rozpoznanych jako niebezpieczne, kontrolowaniu dokumentów i zatrzymywaniu osób podejrzanych, a także utrzymywaniu ścisłej łączności między oddziałami i władzami administracyjnymi. Strażnice KOP stanowiły pierwszy rzut ugrupowania kordonowego Korpusu Ochrony Pogranicza.
Strażnica KOP „Wołma I” w 1932 ochraniała pododcinek granicy państwowej szerokości 5 kilometrów 200 metrów od słupa granicznego nr 983 do 992, a w 1938 pododcinek szerokości 10 kilometrów 68 metrów od słupa granicznego nr 985 do 998.
Sąsiednie strażnice:
- strażnica KOP „Nowy Rożan” ⇔ strażnica KOP „Borowa” − 1928[2], 1929[3], 1931[4] , 1932[5], 1934[6]
- strażnica KOP „Nowy Rożan” ⇔ strażnica KOP „Wilk” − 1938[7]